# AN/APG-67
AN/APG-67는 펄스 도플러 X 밴드 멀티모드 레이다이다. 원래, 제네랄 일렉트릭의 G-200 모델이었는데, 후에 미국 제식명칭인 AN/APG-67로 명명되었다. 현재는 록히드 마틴에서 생산하고 있다.

## 사용 기종
AN/APG-67 레이다를 사용하고 있는 비행기종은 다음과 같다:
- F-20
  - "F-20에 채택된 AN/APG-67(v) 사격통제레이다는 Look-up시 약 90 킬로미터, 룩다운할 때 약 60 킬로미터의 표적에 대한 탐지및 추적 능력을 가진 것으로 경량급 전투기로는 상당히 뛰어난 탐지능력을 가지고 있으며 높은 신뢰성 가지고 있다. F-16C에 장착된 AN/APG-68 버전 중 초기형은 150 MTBF, 최근의 50/52부터 장착되는 AN/APG-68(v)7형은 300MTBF의 신뢰도를 가지며 F-16A/B에 장착된 AN/APG-66의 탐지 가능 거리는 80 킬로미터 정도이다."[2]
- F-5-2000 (대만)
- AIDC F-CK 칭꾸오(經國) (IDF: Indigenous Defence Fighter) (중화민국)
  - "타이완 경국호의 레이다는 AN/APG-67의 라이선스 생산용인, Golden Dragon 53(GD-53) 레이다를 사용한다. 멀티모드 펄스 도플러 레이다는 룩다운, 슛다운 능력이 있으며, 공중과 해상탐색 모드를 운용할 수 있다. 레이다의 거리(range)는 80 마일 이상이다."[3]
  - GD-53 레이다는 F-20을 위해 개발되었던 AN/APG-67(v) 레이다의 변형으로서, 룩다운/슛다운 능력을 갖춘 공대공, 공대지 전투 모드를 운용할 수 있다. 레이다 거리는 150 킬로미터 (93 마일)이다.[4]
  - 중화민국의 칭꾸오는 라이선스로 생산되는 GD-53 레이다를 탑재한다. 이것은 APG-67 레이다에서 한 걸음 더 나간 것인데, 성능은 근본적으로 별 차이가 없다. APG-67 레이다는 펄스 도플러 기술을 사용하는 X 밴드 레이다이다. 공대공 8개, 공대지 7개 총합 15개의 운용모드를 가진다. 이것은 비행기가 룩업, 룩다운, 도그파이트 하는가에 따라 high, medium, low의 세가지 다른 PRF(pulse repetition frequencies)를 사용할 수 있다. 룩다운 모드에서 비행기는 39 킬로미터의 유효 스캐닝 거리를 갖는다. 룩업 모드에서는 57 킬로미터이다.
- TA-50 및 FA-50 (Korea)
  - TA-50에는 IDF에 탑재되었던 것보다 개량된, AN/APG-67(v4) 레이다가 탑재되었다. FA-50의 경우 대한민국 국군이나 해외에 수출할 때에도 표준 레이다로는 엘타 사의 EL/M-2032를 장착하지만 일부 해외 수출형의 경우 AN/APG-67(v)4를 장착하고 있다.[5]